# Barla, Eğirdir
Barla là một thị trấn thuộc huyện Eğirdir, tỉnh Isparta, Thổ Nhĩ Kỳ. Dân số thời điểm năm 2011 là 1.634 người.